# Guillaume Raineau
Guillaume Louis Benoit Raineau (Nantes, 29 de junho de 1986) é um remador francês, medalhista olímpico.

## Carreira
Raineau competiu nos Jogos Olímpicos de 2008 e 2016, sempre na prova do quatro sem peso leve. Em Pequim, integrou a equipe da França que finalizou em quarto lugar. No Rio de Janeiro, oito anos depois, conquistou a medalha de bronze.